# Croix de guerre (Belgique)
Ne doit pas être confondu avec Croix militaire (Belgique).
Pour les articles homonymes, voir Croix (homonymie) et Croix de guerre.
La croix de guerre (néerlandais : Oorlogskruis et allemand : Kriegskreuz) est une décoration militaire décernée par le royaume de Belgique créée initialement par arrêté royal le 20 octobre 1915.  Elle était principalement décernée pour des actes de bravoure ou autre vertu militaire sur les champs de bataille de la Première Guerre mondiale.  La croix de guerre fut réinstaurée par arrêté du gouvernement belge en exil à Londres le 20 juillet 1940 pour reconnaître les faits d'armes de la Seconde Guerre mondiale.  Cette dernière pouvait maintenant aussi être décernée à des unités complètes citées au combat. La croix de guerre moderne fut réinstaurée par arrêté royal le 3 avril 1954 et est destinée à reconnaître les actes de courage au combat lors de futurs conflits. 

## Première Guerre mondiale

### Attribution
La croix de guerre 1914-1918 était décernée aux militaires pour un acte de courage devant l’ennemi. La croix de guerre pouvait également être conférée à un militaire étranger. Elle peut être octroyée dans d’autres circonstances que l’acte de courage : bonne conduite et porteur de 5 chevrons de front (signifiant au moins trois années de service au front), volontaire de guerre de plus de 40 ans ou de moins de 16 ans ayant au minimum 18 mois de service dans une unité combattante, prisonnier de guerre évadé qui s’est engagé dans les trois mois de son évasion ou militaire inapte au front à la suite d'une blessure.

### Insigne

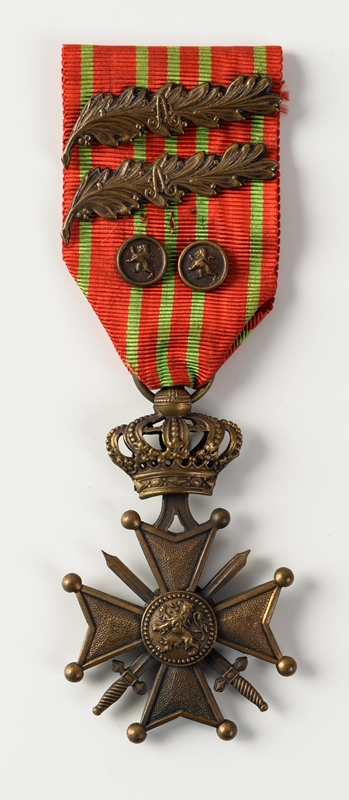
Croix de guerre 1914-1918 avec palmes et lions de bronze.

La croix de guerre 1914-1918 était une croix de Malte perlée large de 40 mm avec deux glaives croisés longs de 37 mm pointant vers le haut entre ses bras et frappée de bronze. Son avers avait un médaillon central d'un diamètre de 14 mm qui arborait un lion rampant.  Le revers est presque identique, le lion étant remplacé par le monogramme royal du roi Albert 1er.  Une monture en « V » inversé haute de 14 mm entre les deux bras supérieurs de la croix se rattachait à un pivot à l'intérieur d'une couronne royale de 25 mm par 25 mm à laquelle l'anneau de suspension passait latéralement au travers de l'orbe supérieure.
La croix de guerre 1914-1918 était suspendue par un anneau de suspension à un ruban rouge de soie moirée ornée de cinq bandes longitudinales vertes larges de 2 mm, trois d'entre elles au centre du ruban séparées par 2 mm, les deux dernières à 3 mm des bordures du ruban. 
Plusieurs différentes agrafes existaient pour port sur le ruban :
- Palmes avec le monogramme A :
  - 1 palme de bronze = 1 Citation à l’Ordre de l’Armée
  - 1 palme d’argent = 5 palmes de bronze
  - 1 palme d’or = 5 palmes d’argent
- Lions :
  - 1 lion de bronze = 1 Citation à l’Ordre du Régiment.
  - 1 lion d’argent = 1 Citation à l’Ordre de la Brigade.
  - 1 lion d’or =  1 Citation à l’Ordre du de la Division.

### Récipiendaires
- Comte Charles de Broqueville, ministre
- Général de division Louis Bernard
- Lieutenant Ivan Colmant
- Lieutenant-Colonel aviateur Baron Willy Coppens
- Lieutenant-Général Baron Armand de Ceuninck
- Joseph Danos
- François De Kinder
- Major-Général Médecin Antoine Depage
- Lieutenant-Général de cavalerie Baron Léon de Witte de Haelen
- Lieutenant-Général Baron Jules Jacques de Dixmude
- Lieutenant-Général Baron Émile Dossin de Saint-Georges
- Major-Général Baron Édouard Empain
- Colonel René Fonck aviateur de l'armée de l'air française à l'escadrille des Cigognes
- Lieutenant-Général Albert Lantonnois van Rode
- Lieutenant-Général Comte Gérard-Mathieu Leman
- Général Paul Maistre
- Pierre Merx, Papa Merx
- Lieutenant-Général Jules Pire
- Lieutenant-Général Jean-Baptiste Piron
- Lieutenant-Général de cavalerie Baron Victor Van Strijdonck de Burkel
- Lieutenant-Général Félix Wielemans
- Aumônier Maxime Carton de Wiart

## Seconde Guerre mondiale

### Attribution
Réinstaurée en 1940, la croix de guerre 1940-1945 continue d'être une décoration individuelle mais elle peut maintenant également être décernée à une unité. Une croix de guerre décernée à une unité est destinée à être épinglée à l'étendard. La fourragère aux couleurs de la croix de guerre était décernée par le gouvernement belge aux unités citées par deux fois. L'attribution de cette fourragère n'est pas automatique et nécessitait un arrêté royal. Elle possède les mêmes couleurs que le ruban de la croix et était portée uniquement par les membres de l'unité au moment de son obtention.

### Insigne
La croix de guerre 1940-1945 est de même dimension et construction que la croix de guerre de 1914-1918.  L'avers est identique et le revers ne diffère que dans le monogramme royal qui est maintenant celui du roi Léopold III.  Le nouveau ruban est de soie moirée rouge avec six bandes longitudinales vertes larges de 1 mm chacune et disposées en deux groupes de trois débutants à 2 mm des rebords et séparées de 2 mm entre elles.
Les agrafes de la croix de guerre 1940-1945 étaient les mêmes que celles de la Croix de guerre 1914-1918.

### Récipiendaires  de la croix de guerre 1940-1945
- Geneviève de Behault, née de Wavrin Villers-au-Tertre
- Lieutenant Ivan Colmant
- Charles Demoulin (RAF)
- Andrée Grandjean
- Alice Itterbeek
- Comtesse Andrée De Jongh, colonel SRA
- Antoine Jooris, major SRA
- Emmanuel Jooris, lieutenant-colonel SRA
- Pierre Jooris, capitaine SRA
- François De Kinder, major SRA
- Hélène Mallebrancke
- Victor Michel, Réseau Socrate
- Lieutenant-Général Jules Pire
- Lieutenant-général Jean-Baptiste Piron
- Elizabeth Sneyers (ou Betty Depelsenaire)
- Lieutenant-général de cavalerie le baron Victor Van Strijdonck de Burkel
- Marie-Thérèse Woronoff (nl), née Jooris, lieutenant SRA

### Récipiendaires étrangers de la croix de guerre 1940-1945

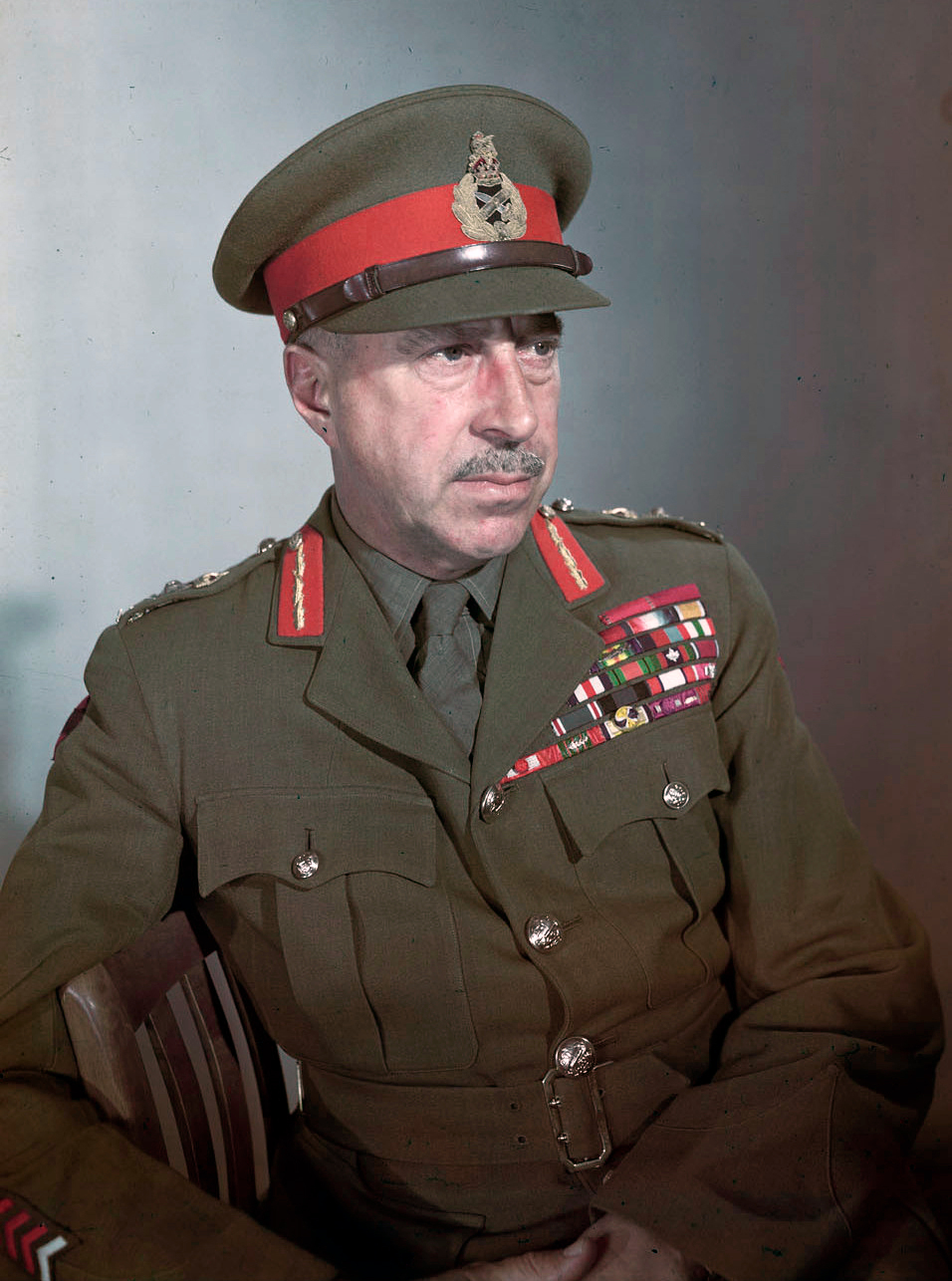
Le général canadien Harry Crerar, un récipiendaire étranger de la croix de guerre 1940-1945

- Général George S. Patton (États-Unis)
- Maréchal Bernard Law Montgomery (Angleterre)
- Général Harry Crerar (Canada)
- Major Richard Winters (États-Unis)
- Général Cota (États-Unis)
- Général Gavin (États-Unis)
- André Lemonnier (amiral) (France)
- Charles Delestraint (général en retraite, dit Vidal) (France)

## Croix de guerre post 1954

### Attribution
Le 3 avril 1954, la croix de guerre fut réinstaurée par le gouvernement belge mais cette fois, sans aucune référence à un conflit spécifique. La décoration se veut être décernée selon les mêmes critères que la croix de guerre 1940-1945.

### Insigne
La croix de guerre post (après) 1954, ou modèle actuel, est identique aux croix précédentes sauf que le monogramme royal du revers fait maintenant place aux armoiries de la Belgique.
Le ruban moderne se veut être une image miroir du ruban de 1940-1945 inversant simplement les couleurs.
| Rubans de la croix de guerre belge | Rubans de la croix de guerre belge | Rubans de la croix de guerre belge |
| Première Guerre mondiale           | Seconde Guerre mondiale            | Ruban actuel (post 1954)           |
| ---------------------------------- | ---------------------------------- | ---------------------------------- |
|                                    |                                    |                                    |

## Sources
- H. Quinot, Recueil illustré des décorations belges et congolaises, Hasselt, Imprimeries du Limbourg, 1950, 4e éd.
- R. Cornet, Recueil des dispositions légales et réglementaires régissant les ordres nationaux belges, Bruxelles, UGA, 1982, 2e éd.
- André Charles Borné, Distinctions honorifiques de la Belgique, 1830-1985, Bruxelles, Creadif, 1985 (ISBN 9782802200574)
- (en) Paul Hieronymussen, Orders, Medals and Decorations of Britain and Europe in colour, Londres, Blandford Press, 1970, 2e éd. (1re éd. 1967)
- James Lillard, petit-fils du soldat Joseph Hubert Theunissen